# Gare de Garchizy
Gare de Garchizy vasútállomás Franciaországban, Garchizy településen.

## Vasútvonalak
Az állomást az alábbi vasútvonalak érintik:
- Moret–Lyon-vasútvonal

## Kapcsolódó állomások
A vasútállomáshoz az alábbi állomások vannak a legközelebb:
- Gare de Pougues-les-Eaux (Gare de Moret - Veneux-les-Sablons)
- Gare de Fourchambault (Lyon-Perrache pályaudvar)